# Rush N' Crash/Movin' on
『Rush N' Crash / Movin' on』（ラッシュンクラッシュ／ムーヴィンオン）は、仮面ライダーGIRLSの10枚目のシングル。2016年8月17日にavex traxから発売された。

## 概要
5人編成となったKAMEN RIDER GIRLSの初シングル。表題曲『Rush N' Crash』はバンダイナムコ社からリリースされる仮面ライダーのアプリゲーム『仮面ライダー　バトルラッシュ』のテーマソング。
CD+DVDとCD単体の2形態で販売されており、DVDには『Movin'on』のミュージックビデオと、仮面ライダーGIRLSが「ホノルル駅伝＆音楽フェス2016」に参加した際のドキュメント映像が収録されている。
CD単体版のみ初回盤がピクチャーレーベルCDとなっている。
3トラック目の『[GIRLS TALK] (Bonus track)』は、2形態でそれぞれ内容が違っており、CD+DVD版がvol.1、CD単体版がvol.2となっている。このGIRLS TALKが30分以上もあるためシングルCDにもかかわらず収録時間60分近くとなりアルバム並のボリュームとなっている。ちなみにこのGIRLS TALKの収録が翌年から始まるラジオ番組『レッツゴー仮面ライダーGIRLS』のきっかけとなった。

## 収録内容

### CD
1. Rush N' Crash [00:04:22]   
作詞:藤林聖子
作曲:DJ HURRY KENN
2. Movin'on [00:04:30]    
作詞:etsuco
作曲:KAY/etsuco
3. GIRLS TALK
CD+DVD版：[GIRLS TALK vol.1] (Bonus track) [00:42:04]
CD単体版：　[GIRLS TALK vol.2] (Bonus track) [00:36:13]
4. Rush N' Crash (instrumental) [00:04:22]
5. Movin'on (instrumental) [00:04:28]

### DVD
1. Movin'on （music video）
2. 密着ドキュメント～ホノルル駅伝＆音楽フェス2016～ (special movie)